# Herzogskreuz (Oftersheim)

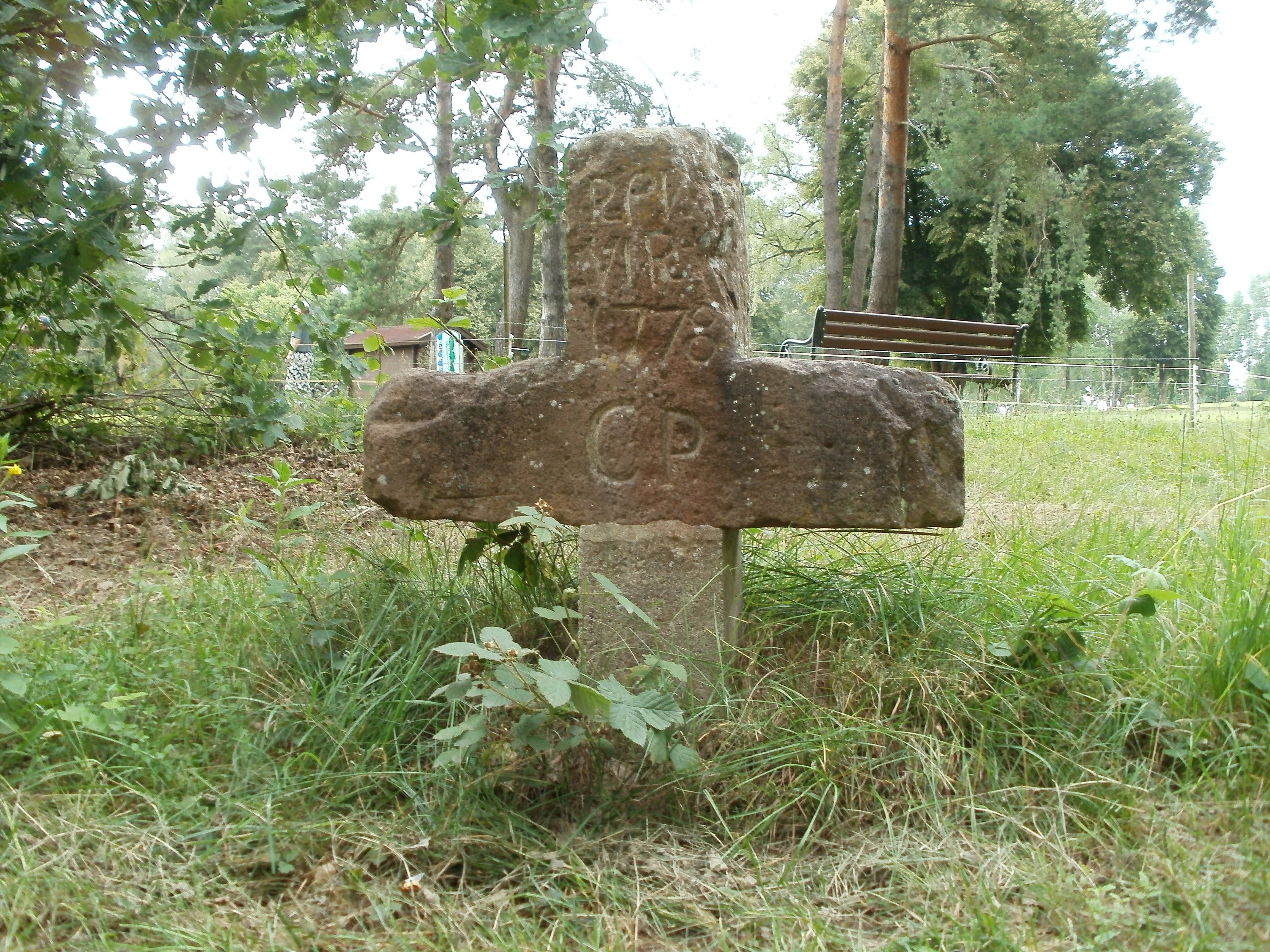
Herzogskreuz in Oftersheim, Seite zum Staatswald hin

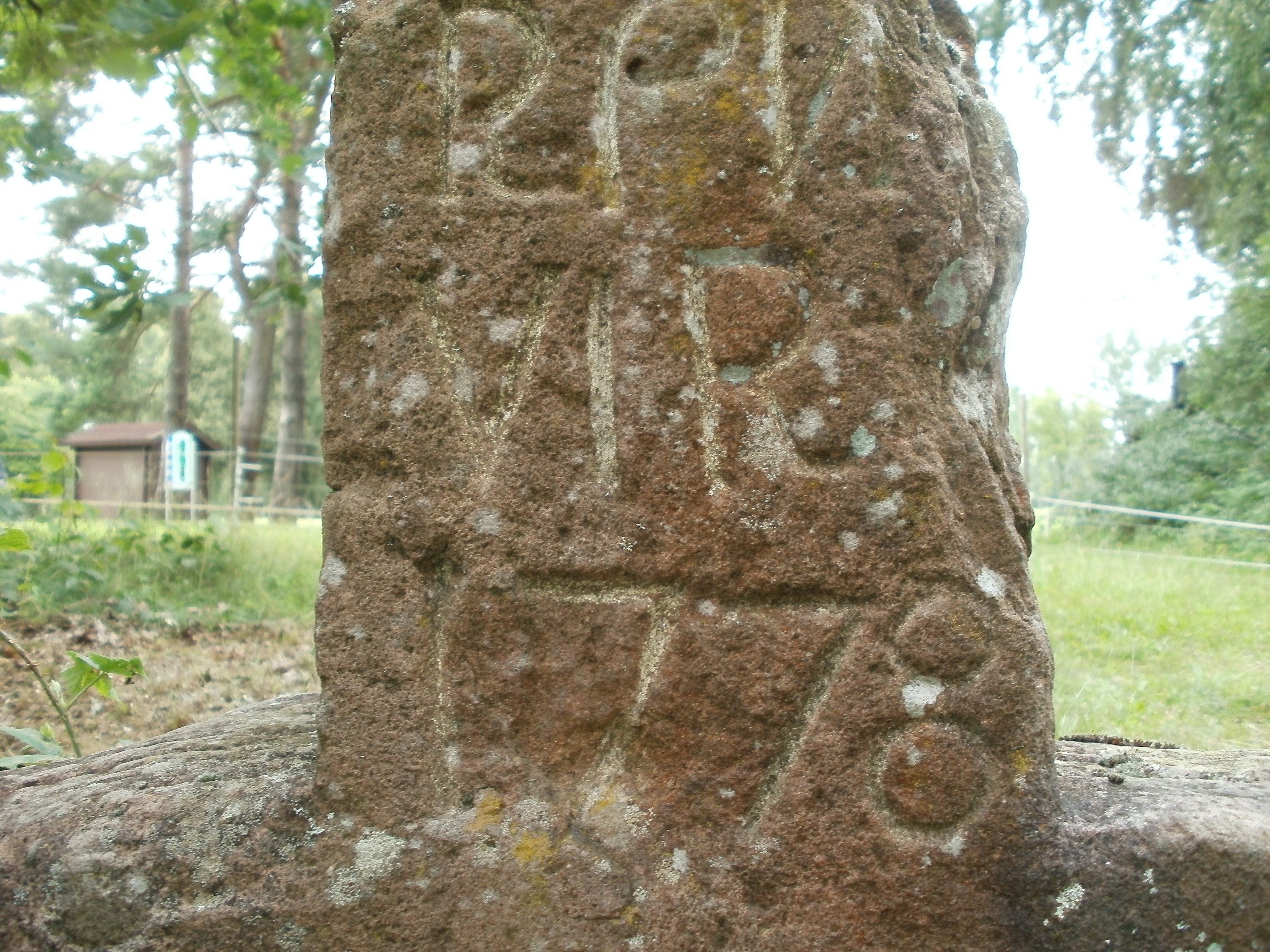
Beschriftung der Staatswaldseite

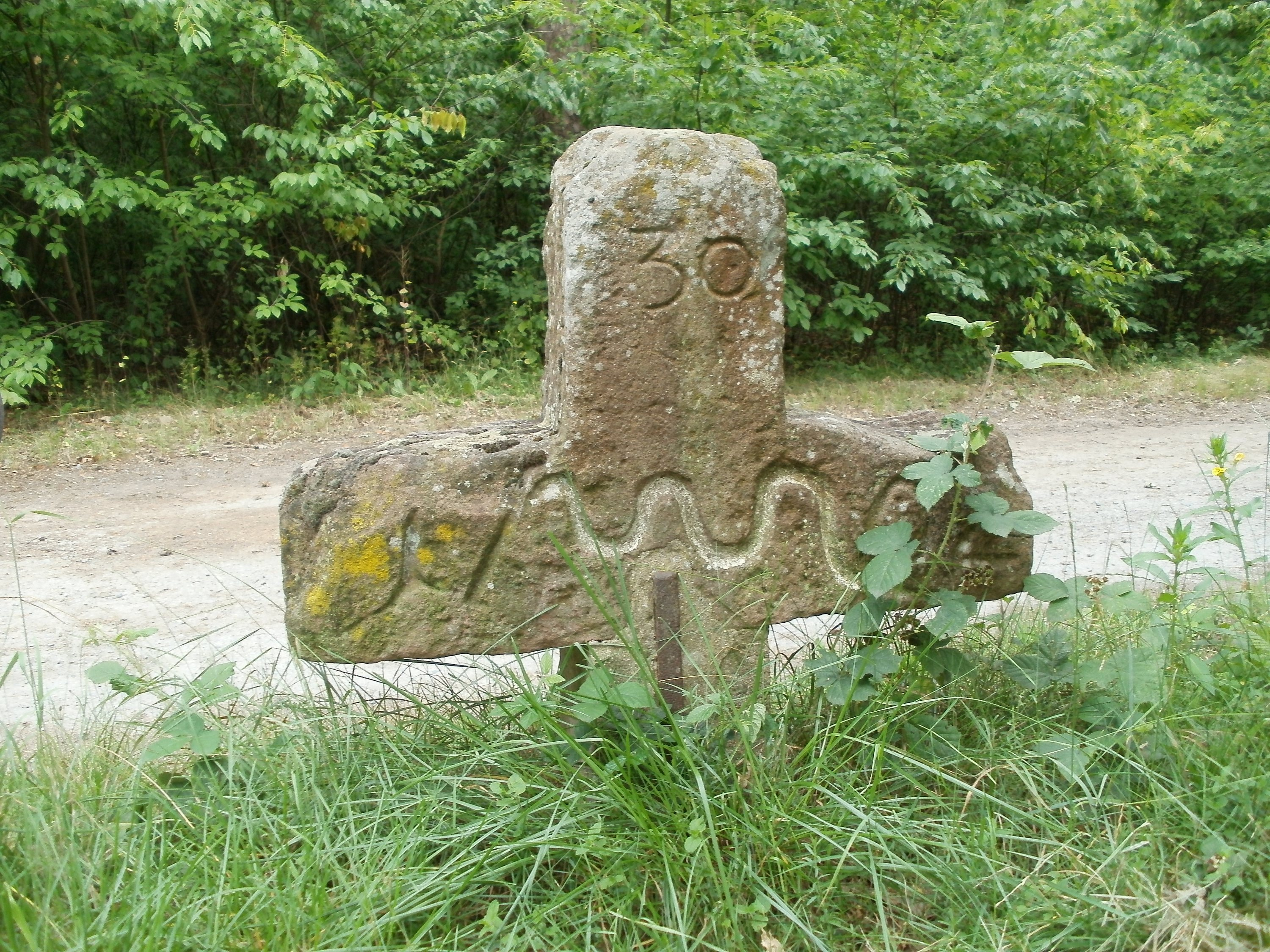
Oftersheim zugewandte Seite des Kreuzes

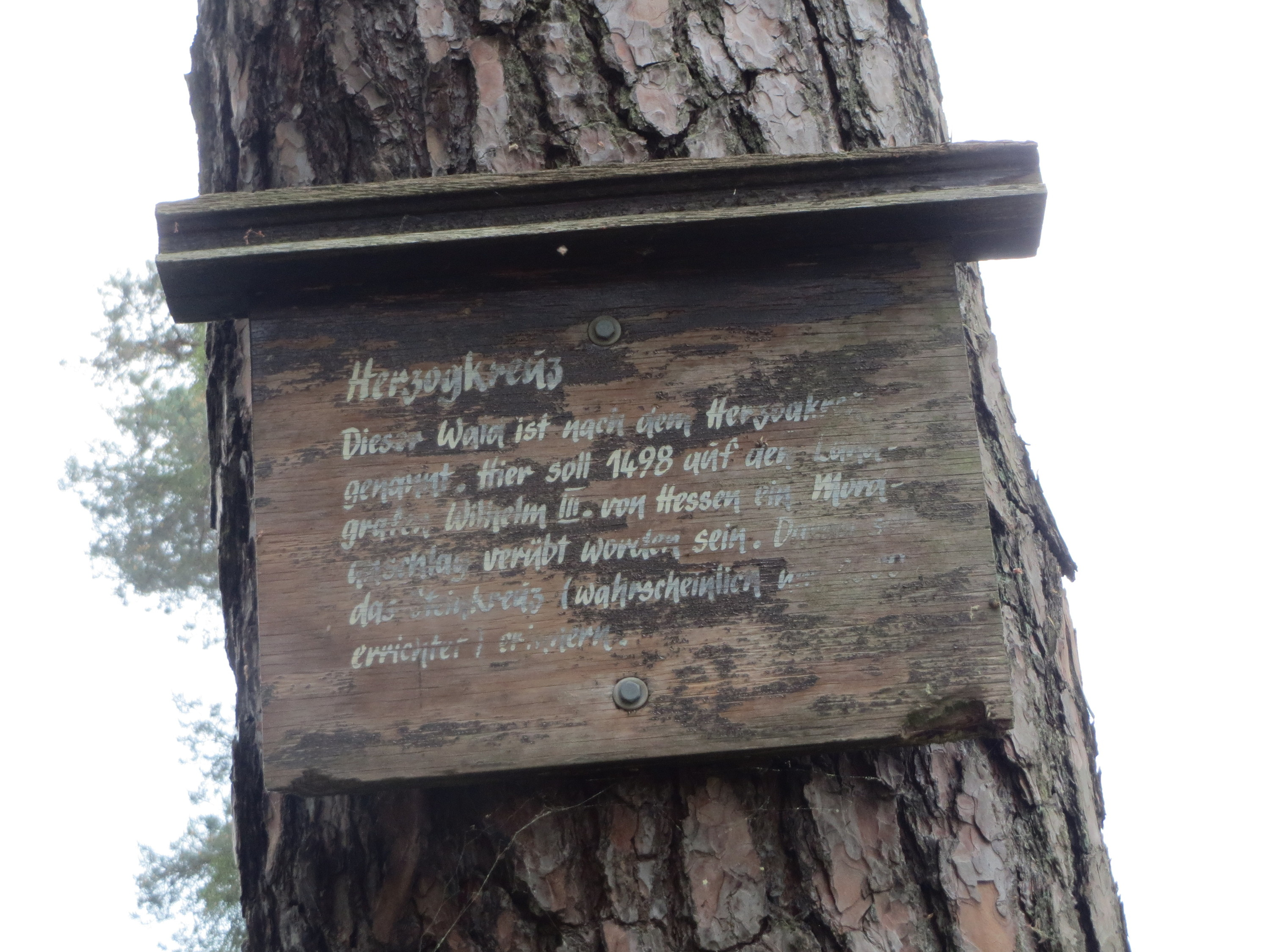
Holzschild mit Hinweis auf das Kreuz

Das Herzogskreuz in Oftersheim im Rhein-Neckar-Kreis ist ein historisches Steinkreuz, das im 18. Jahrhundert zum Grenzstein zwischen Oftersheimer Gemeindewald und Schwetzinger Hardt umgenutzt wurde.

## Geschichte
Die Ursprünge des Steinkreuzes an der Wegkreuzung des alten Postwegs von Oftersheim nach Sandhausen und der alten Speyerer Straße nach Heidelberg sind unbekannt. Wie bei den meisten alten Steinkreuzen nimmt man an, dass das Kreuz an der Stelle eines Unglücks oder eines Mordes errichtet wurde. Alte Kirchenbücher aus der Zeit vor 1700, die möglicherweise noch Auskunft über den Anlass geben könnten, sind in Oftersheim nicht mehr vorhanden. Im lokalen Sagenschatz wurden zwei Überlieferungen tradiert: entweder soll in der Nähe des Kreuzes jemand ermordet worden oder aber soll ein Herzog dort begraben sein. Laut einer Holztafel in einem nahegelegenen, nach dem Kreuz benannten Waldstück soll hier 1498 ein Mordanschlag auf Landgraf Wilhelm III. von Hessen verübt worden sein.
Nachdem der Kurfürst 1698 den Waldbesitz der Gemeinde Oftersheim bestätigt hatte, wurde der Gemeindewald vom herrschaftlichen Wald in der Schwetzinger Hardt 1702 abgemarkt. Das Steinkreuz wurde dabei als Grenzstein verwendet.
Alle Inschriften des Kreuzes stammen aus der Zeit der Verwendung als Grenzstein. Auf der Seite, die Oftersheim zugewandt ist, befindet sich die Oftersheimer Schlange mit der Jahreszahl 1702 und der Grenzsteinnummer 30. Auf der dem Staatswald zugewandten Seite befindet sich die Inschrift RPN / VIR / 1778 / CP. Die obere Inschrift hat wohl einst RENO / VIRT gelautet, was sich auf die erneute Grenzvermessung im Jahr 1778 bezieht. CP steht für die Churpfalz. Außerdem war auf der dem Staatswald zugewandten Seite einst auch die Grenzsteinnummer 41 zu sehen, das Kreuz war der 41. von insgesamt 228 Grenzsteinen des Staatswalds. Auf der Endseite des linken Querbalkens befindet sich die Abkürzung UH für Untere Hardt (d. h. das angrenzende Forstrevier Schwetzingen), auf der rechten Endseite symbolisiert ein Abtsstab den in dieser Richtung angrenzenden Grundbesitz des Klosters Schönau. Schließlich befindet sich oben auf dem Kreuz noch eine Einkerbung, die die Richtung der durch das Kreuz markierten Grenzziehung vorgibt.
In der Forsteinrichtungserneuerung der Schwetzinger Hardt von 1848 wird der Grenzstein Nr. 41 genau beschrieben. Eine weitere historische Beschreibung stammt von Forstmeister a. D. Freiberger von 1924. Bei letzterer Beschreibung hatte das Steinkreuz eine sichtbare Höhe von 100 Zentimeter, wovon die Höhe vom Boden bis zum Querbalken 48 cm betrug. Das Kreuz steckte außerdem noch rund 50 cm in der Erde.
Im Zweiten Weltkrieg befanden sich Offiziersbaracken eines Wehrmachts-Truppenübungsplatzes in der Nähe des Steinkreuzes. In den Wirren der letzten Kriegstage ereigneten sich dort Plünderungen. Zu jener Zeit wurde auch das Steinkreuz zerschlagen. Die Überreste lagen eine Weile am Waldrand, bevor man das Kreuzoberteil neu auf seinem heutigen kurzen Betonsockel aufgerichtet hat.